# Studie- och yrkesvägledare
Studie- och yrkesvägledare (ibland förkortat SYV) är ett yrke inom skolväsendet. Studie- och yrkesvägledaren vägleder människor i fråga om utbildning och arbete. 
Studie- och yrkesvägledarens arbetsuppgifter och arbetsområden växer i takt med att skolväsendet och arbetslivet utvecklas. Han eller hon kan arbeta inom grundskola, gymnasium, vuxenutbildning, högskola och olika utbildningscentra. Möjligheter finns även att arbeta inom näringslivet med till exempel coachning samt stöd och matchning på arbetsmarknaden.  

## Studie- och yrkesvägledning i Sverige
Studie- och yrkesvägledare utbildas i Sverige vid Umeå universitet, Stockholms universitet och Malmö universitet. I utbildningen fokuseras på vägledningsmetoder, samtalsmetodik, och studier i beteendevetenskapliga ämnen som psykologi och pedagogik.